# Касано д'Ада
Касано д'Ада (на италиански: Cassano d'Adda) е град и община в Северна Италия.

## География
Градът е разположен на река Ада в провинция Милано на област (регион) Ломбардия. Населението му е от 18 603 души към 1 януари 2009 г.

## Личности
Родени
- Валентино Мацола (1919 – 1949), италиански футболист